# Parvin Ardalan

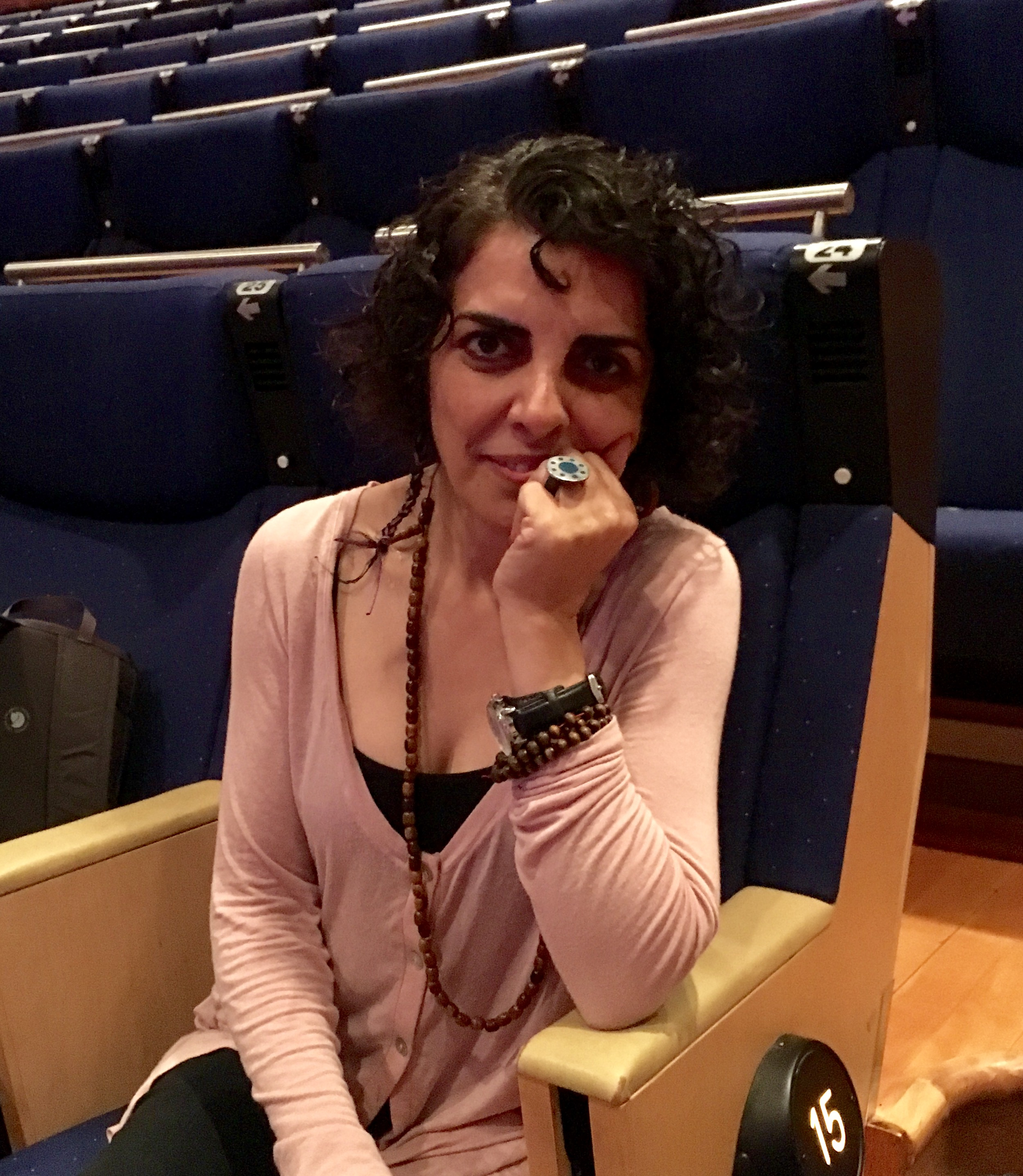
Parvin Ardalan – Gothenburg Book Fair 2016

Parvin Ardalan (persisch پروین اردلان; geboren 1967 in Teheran) ist eine iranische Journalistin, Schriftstellerin und Frauenrechtsaktivistin die im Iran wegen ihrer Schriften verhaftet und strafrechtlich verfolgt wurde.

## Leben
Im Alter von elf Jahren erlebte Parvin Ardalan die Proteste im Iran gegen die autoritäre Regierung des Shahs Mohammad Reza Shah Pahlavi. Sein Abdanken führte dazu, dass dessen Nachfolger Ayatollah Khomeini Frauenrechte im Zuge der neuen islamischen theokratischen Konstitution massiv einschränkte.
Ardalan studierte bis 1993 Mass Communication Science (Wissenschaft der Massenkommunikation) an der Allame Tabatabaee University in Teheran und arbeitete für verschiedene feministische Zeitungen, darunter False Zanan, Iranian Feminists Tribune und Zanestan. Um mehr Einfluss auf das politische Leben des Iran zu nehmen und dadurch ihr künstlerisches Schaffen mit dem Politischen zu verbinden, studierte sie zusätzlich Feminist Studies (Feministische Studien).

## Politisches Wirken

### Organisationen
In den 1990er-Jahren begründete sie gemeinsam mit anderen Frauen das Women’s Cultural Center und die Women’s Library. Durch die theokratische Regierung sind heute beide Organisationen geschlossen. Durch öffentliche Theatervorführungen, Fotografie und der Verbreitung von Informationen in Newslettern diente Kunst als Mittel um auf die Themen Gewalt und fehlende Gleichberechtigung von Frauen und Männern aufmerksam zu machten. Außerdem organisierte die Gruppe Theaterworkshops, um Frauen die Möglichkeit zu geben, sich selbst auszudrücken.

### Aktivismus

#### One Million Signature Campaign
2006 begann eine Kampagne One Million Signatures Campaign for the Repeal of Discriminatory Laws (Eine Million Unterschriften Kampagne für die Aufhebung diskriminierender Gesetze), zur Reform diskriminierender Gesetze im Iran. Im Rahmen dieser Kampagne sollen eine Million Unterschriften von iranischen Frauen und Männern gesammelt werden, um gegen die gesetzlichen Verschlechterungen von Frauenrechten zu protestieren. Diese feministische Bewegung fordert die Abschaffung aller rechtlichen Ungleichheiten gegenüber Frauen.
In der von Ardalan mitorganisierten Kampagne nutzte sie verschiedene Formen der Kunst, wie Fotografie und Straßentheater, um die Stimmen der Frauen stärker zum Ausdruck zu bringen. Das Bildhafte und Performative hält Ardalan für sehr wichtig, um Botschaften schnell und eingängig einem großen Publikum zu vermitteln: „Manchmal ist es für Personen einfacher, Bilder zu verstehen, als einen geschriebenen Artikel.“ Das Ziel, innerhalb von zwei Jahren eine Million Unterschriften für die rechtliche Gleichstellung von Mann und Frau im Iran zu sammeln, wurde unterbrochen. Es kam während einer friedlichen Protestaktion zu Festnahmen, bei der über 70 Frauen festgenommen wurden.

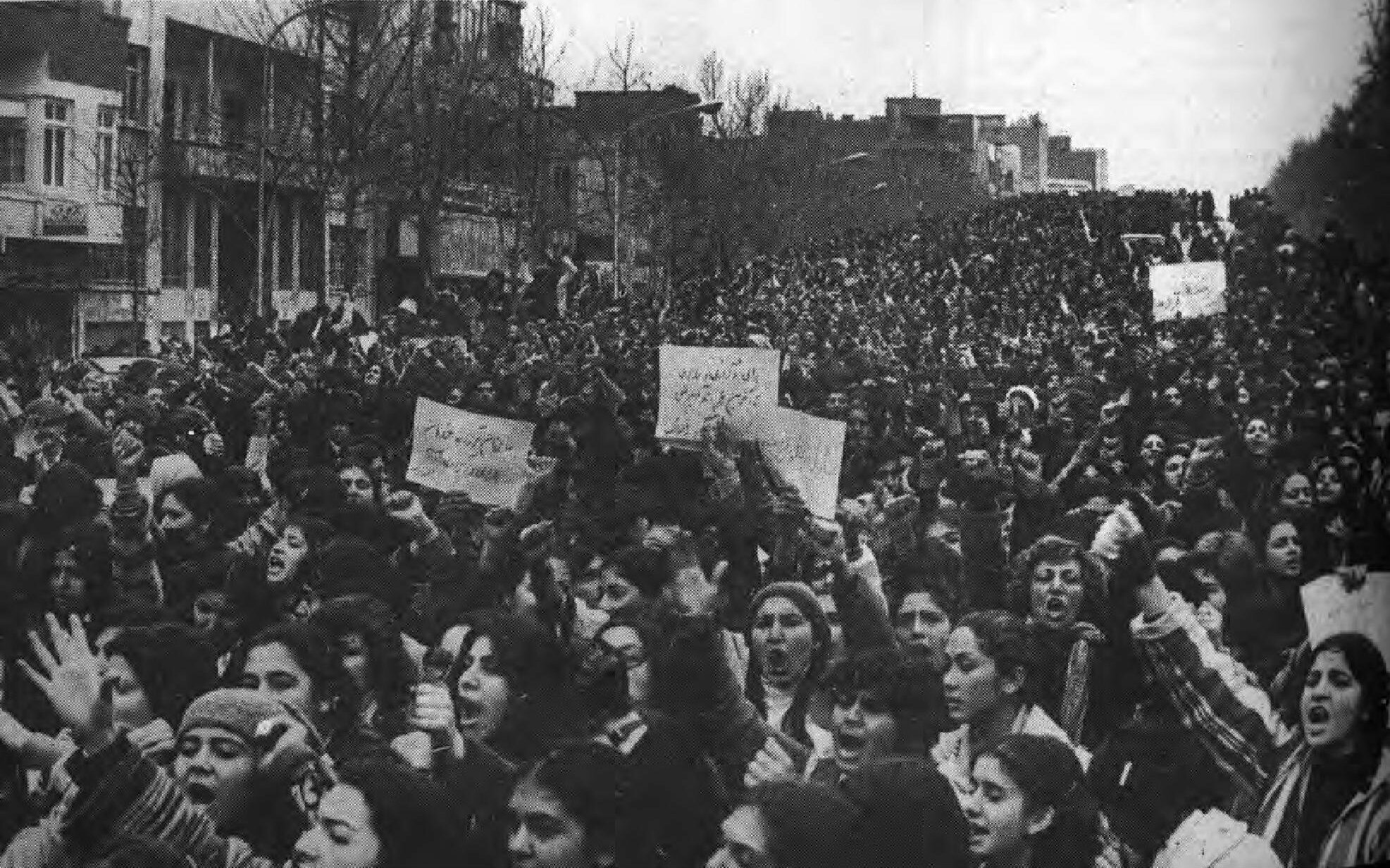
1979 Proteste der iranischen Frauen gegen den Hijab

Während der ersten Proteste gegen den Hijab kurz nach 1979, hat Parvin Ardalan ein Lied aufgenommen, das eine große Rolle für die Formierung der Protestbewegung gespielt hat und heute noch gespielt wird.

#### Women Making Herstory
Wie bereits in ihren Projekten im Iran, der One Million Signature Campaign, dem Women’s Cultural Center und der Women’s Library, verband Parvin Ardalan bei Women Making Herstory soziale Fragen der Migration und des Feminismus mit künstlerischen Ausdrucksweisen, mit Fotografie, Malerei und dem Schreiben. Mit ihrem Schaffen zeigt sie, dass Kunst und Politik, Kunst und Aktivismus miteinander verwoben werden können, um unsichtbare Stimmen sichtbar zu machen und dringende Botschaften in die Gesellschaft zu kommunizieren. Von 2013 bis 2016 ist sie Mitinitiatorin des feministischen Dialogs um die Geschichte von Immigrantinnen in der Stadt Malmö.
Sie ist die Projektleiterin von Migration Memory Encounters, bei dem das Wissen, die Erfahrungen und die Erinnerungen von Migranten in verschiedenen kulturellen Bereichen wiederentdeckt wird.
2007 sollte sie den Olof Palme Preis in Schweden für ihr Engagement und ihre aktivistische Arbeit im Iran erhalten. Weil das Regime die Ausreise verweigerte, nahm ihre Schwester Shirin Ardalan ihn stellvertretend entgegen.
Im Jahr 2009 emigrierte sie nach Schweden und entwarf nach ihrer zweijährigen Zeit als erste Gast-Schriftstellerin in der ICORN (International Cities Of Refuge Network) -Stadt Malmö das Projekt Women Making Herstory.

## Auszeichnungen
- 1999: the best investigative reporter in Iran’s Sixth Media Festival (Beste investigative Reporterin des sechsten iranischen Medienfestivals)
- 2007: Olof Palme Prize
- 2010: Hellman/Hammett Award
- 2015: ROKS Womens´ Deed Award